# روبرت لين
روبرت لين (16 يناير 1882 في كندا - 17 نوفمبر 1940 في كندا) هو لاعب كرة قدم كندي في مركز الوسط، شارك في الألعاب الأولمبية الصيفية 1904.

## وصلات خارجية
- روبرت لين على موقع أوليمبيديا (الإنجليزية)